# LG G4
LG G4 je chytrý telefon se systémem Android vyráběn firmou LG. Byl představen 28. dubna 2015 a oficiálně se začal prodávat v květnu téhož roku, jako nástupce modelu G3. G4 je vylepšeno oproti předchozímu modelu hlavně v oblasti designu, displeje a fotoaparátu.

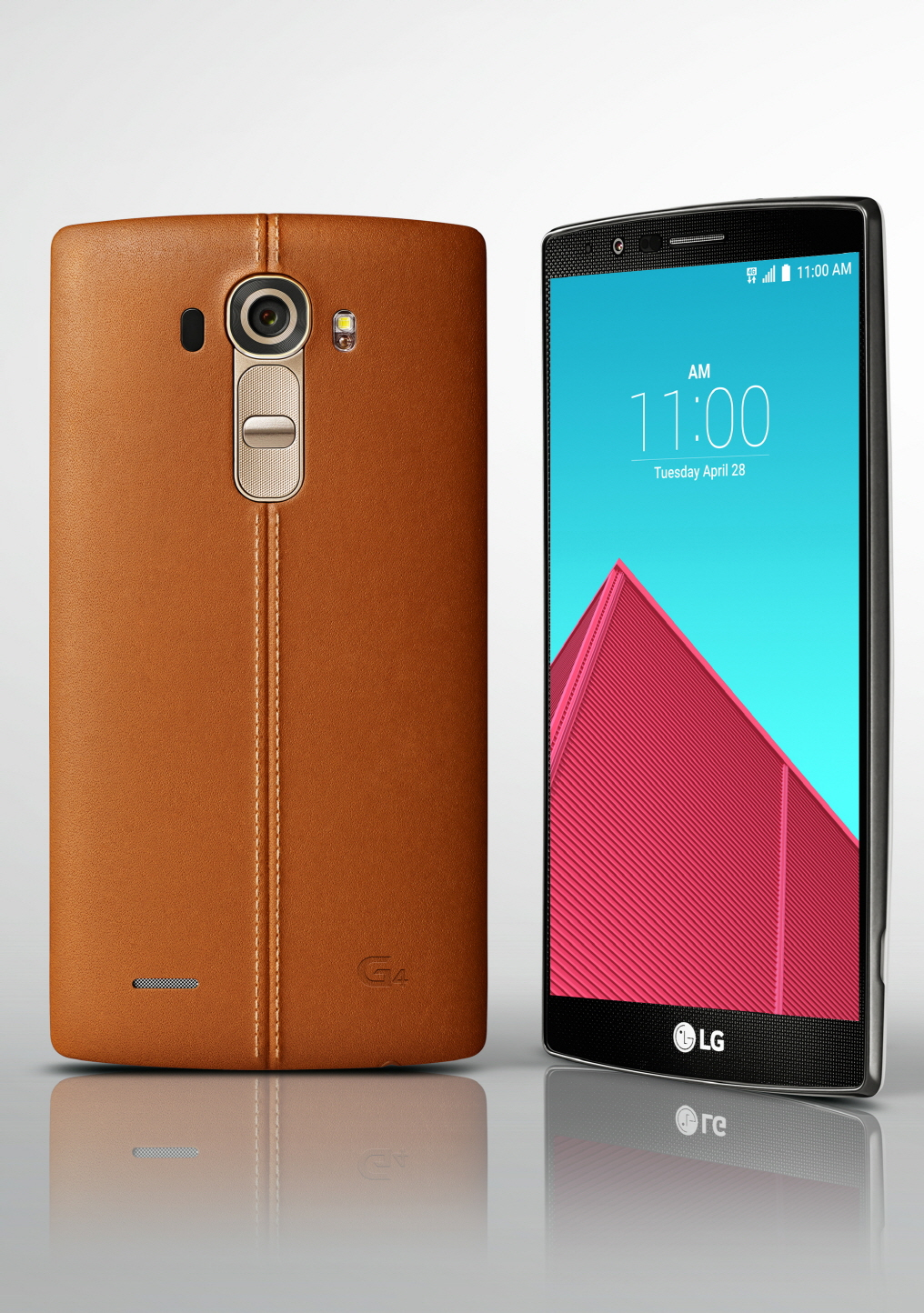
LG G4 se zadním koženým krytem

"Géčtyřka" obdržela v recenzích smíšené hodnocení. Mezi slova chvály patřila vysoká kvalita displeje, fotoaparátu a celkový výkon. Kritici označovali G4 za robustní telefon nepřinášející dostatek nových funkcí a inovací oproti jeho předchůdci, který ovšem může velice dobře posloužit pokročilým uživatelům, kteří potřebují telefon s rozšířitelnou pamětí a vyměnitelnou baterií.

## Specifikace
Design LG G4 je evolucí modelu G3, udržující si stejné designové prvky v čele s odemykacím tlačítkem a tlačítky pro ovládání hlasitosti, které se již tradičně nacházejí na zadní straně telefonu. Na výběr je několik variant zadního krytu. Mohou být buď z polykarbonátu nebo z kůže. V kožené variantě je na výběr ze šesti barevných variant. G4 přináší 5.5" (14 cm), 1440p "Quantum IPS" displej. Ten podle LG přináší lepší kontrast, lepší podání barev a je energeticky šetrnější než displeje jiné. LG G4 je poháněno šesti-jádrovým Snapgradonem 808 s 3 GB paměti RAM, obsahující čtyři méně výkonná jádra Cortex-A53 a dvě výkonnější Cortex-A57. V G4 se nachází vyměnitelná 3000 mAh baterie, která podporuje rychlé dobíjení Qualcomm Quick Charge 2.0. G4 má uživatelskou paměť 32GB s možností toto úložiště rozšířit až o další 2 TB pomocí microSD karty.
Hlavní fotoaparát na zadní straně má 16megapixelový senzor se světelností f/1.8, laserovým zaostřováním, vylepšenou optickou stabilizaci obrazu a LED bleskem. Přední fotoaparát má 8 megapixelů a jeho světelnost činí f/2.0.
G4 pohání systém Android 5.1 "Lollipop", celkově podobný tomu v G3. Vylepšeno bylo prostředí fotoaparátu, které nově nabízí manuální režim. V manuálním režimu je možné ručně upravit rychlost uzávěrky, hodnotu ISO či vyvážení bílé. Samozřejmostí je také možnost ukládat fotografie jak ve formátu JPEG, tak i v nekomprimovaném RAW. Fotografie může být ovšem pořízena také pomocí dvojitého kliknutí na tlačítko pro snížení hlasitosti, když je obrazovka vypnuta.
V polovině října roku 2015 LG oficiálně oznámilo, že bude model G4 "povýšen" na verzi Android 6.0 "Marshmallow".